# Nearc (almirall)
Nearc (Nearchus, Νέαρχος) fou un oficial d'Alexandre el Gran, un dels més distingits oficials i amics.
Era nadiu de Lató, a Creta, però s'havia establert a Amfípolis. Esteve de Bizanci el cita com a nadiu de Lete a Macedònia però això és clarament un error. Ocupava una posició preeminent a la cort de Filip II de Macedònia per raons desconegudes, i com que era favorable al príncep Alexandre fou desterrat igual que Ptolemeu, Harpal i altres.
En morir Felip II fou cridat per Alexandre que el va tractar amb la màxima distinció.
Després de la conquesta de la costa d'Àsia Menor fou nomenat sàtrapa de Lícia i províncies properes (Pamfília) càrrec que va exercir cinc anys (334 aC a 329 aC).
El 329 aC es va reunir amb Alexandre a Zariaspes (Bactriana) amb un exèrcit format per mercenaris grecs, i des de llavors va acompanyar el rei en les seves campanyes. Fou quiliarca dels hipaspistes, i més tard, a l'expedició a l'Índia, després de la batalla del riu Hydaspes se li va donar el comandament de la flota construïda al riu Hidaspes. Durant el descens de l'Indus no va tenir problemes i en arribar a la costa Alexandre el va enviar de tornada seguint la línia costanera, periple que va fer amb saviesa.
Poc després de salpar va estar 24 dies (20 de setembre al 23 d'octubre del 325 aC) aturat per la violència dels vents, a un lloc que va anomenar Port d'Alexandre. Després va seguir fins a un lloc anomenat Cocala on va fer reparacions. Lleonat, governador de la província dels oritans, li va enviar provisions. Després va seguir cap a Carmània. Va arribar a un port pescador anomenat Mosarna on va aconseguir els serveis d'un pilot que coneixia la costa i així va poder fer ràpidament la resta del viatge, i al cap de 80 dies ancorava a la desembocadura del riu Anamis, al districte d'Harmozia, i només uns quilòmetres a l'interior hi havia acampat Alexandre.
Els dos homes es van trobar i es va fer una festa per la reunió. Després Nearc va seguir la seva navegació ja sense perills cap al riu Pasitigris, i el riu Susa. A aquesta ciutat va arribar el febrer del 324. A aquesta ciutat Alexandre va celebrar festes i el seu enllaç amb Estàtira, i Nearc va rebre diversos honors i premis i la mà d'una filla de Mentor de Rodes i Barsine, noia amb la qual anteriorment s'havia casat el mateix Alexandre.
Nearc va seguir al costat d'Alexandre i amb el comandament de la flota. Alexandre el 323 aC li va encarregar la conquesta d'Aràbia però a causa de la malaltia del rei, Nearc no va arribar a sortir mai.
En les discussions que van seguir Nearc va defensar els drets d'Hèracles de Macedònia, fill de Barsine (germà per tant de la seva dona). No va tenir cap èxit com tampoc fou privilegiat en el repartiment de províncies, perquè no era d'origen macedoni. Es va haver d'acontentar en el seu antic govern de Lícia i Pamfília com a subordinat d'Antígon el Borni, al que el 317 aC acompanyava contra Èumenes de Càrdia, i va intercedir per la seva sort quan va caure presoner. El 314 aC Antígon el va posar com a general conseller del seu fill Demetri Poliorcetes. Després ja no torna a ser esmentat.
Alguns autors antics diuen que va escriure un relat del seu viatge. Flavi Arrià va basar en aquesta obra la seva Historia Indica.